# Carlo Cercignani
Pour l’article homonyme, voir Fausto Cercignani.
Carlo Cercignani (17 juin 1939, Teulada – 7 janvier 2010, Milan) est un mathématicien italien connu pour son travail sur la théorie cinétique des gaz. 

## Travaux
Ses contributions à  l'étude de l'équation de Boltzmann incluent la preuve du théorème H pour les gaz polyatomiques,,. La conjecture de Cercignani est nommée d'après lui.
Il est l'auteur de plusieurs monographies et de plus de trois cents articles de théorie cinétique ainsi que d'une biographie de Boltzmann. 

## Distinctions
Cercignani a été membre de l'institut lombard, de l'Académie des sciences, et de l'Académie des Lyncéens. Il a reçu le prix mathématique de l'Académie italienne des sciences en 1982, le prix Humboldt en 1994 et la médaille d'or du Mérite de la culture et de l'art en 1999.

## Publications

### Théorie cinétique
- (en) Carlo Cercignani, Rarefied gas dynamics. From basic concepts to actual calculations, Cambridge University Press, 2000 (ISBN 978-0-521-65992-5)
- (en) Carlo Cercignani, Reihnart Illner et Mario Pulvirenti, The Mathematical Theory of Dilute Gases, New York, Springer, coll. « Applied Mathematical Sciences » (no 106), 1994 (ISBN 978-0-387-94294-0)
- (en) Carlo Cercignani, The Boltzmann Equation and Its Applications, New York, Springer, coll. « Applied Mathematical Sciences » (no 67), 1988 (ISBN 978-0-387-96637-3)
- (en) Carlo Cercignani, Mathematical Methods in Kinetic Theory, New York, Plenum Press, 1990, 2e éd. (ISBN 978-0-306-43460-0)

### Histoire des sciences
- (en) C. Cercignani, Ludwig Boltzmann. The man who trusted atoms. With a foreword by Roger Penrose, Oxford, Oxford University Press, 1998, 329 p. (ISBN 0-19-850154-4, MR 1700775)